# Dumitru Alexe
Dumitru Alexe   (Mahmudia, 21 de març de 1935 - 17 de maig de 1971) fou un piragüista en aigües tranquil·les romanès que va competir durant la dècada de 1950.
El 1956 va prendre part en els Jocs Olímpics d'Estiu de Melbourne, on disputà dues proves del programa de piragüisme. Formant parella amb Simion Ismailciuc guanyà la medalla d'or en la prova del C-2, 1.000 metres, mentre en la del C-2, 10.000 metres fou cinquè. Quatre anys més tard, als Jocs de Roma, fou quart en la prova del C-2, 1.000 metres.
En el seu palmarès també destaca una medalla d'or al Campionat del Món en aigües tranquil·les, de 1958 i tres medalles al Campionat d'Europa, una d'or, una de plata i una de bronze en les edicions de 1957 i 1959.